# Hennan, Ljusdals kommun
Hennan är en ort i Ljusdals socken i Ljusdals kommun, belägen omkring 2,8 mil norr om Ljusdal vid sjön Hennan. Orten består dels av det tidigare stationssamhället Hennan, som klassas som en småort, dels av byarna Sör-Välje och Norr-Välje där den senare fram till 2010 klassades som en småort benämnd Hennan (östra delen) och Norr-Välje. Sör-Välje och Norr-Välje ligger vid Storsjön, strax öster/sydöst om Hennans station. 

## Befolkningsutveckling
Statistik från och med 1995, då Hennan på grund av minskat befolkningsunderlag upphörde att vara tätort, gäller den till ytan mindre småorten Hennan (västra delen).
| Befolkningsutvecklingen i Hennan/Hennan (västra delen) 1950–2015 | Befolkningsutvecklingen i Hennan/Hennan (västra delen) 1950–2015 | Befolkningsutvecklingen i Hennan/Hennan (västra delen) 1950–2015 | Befolkningsutvecklingen i Hennan/Hennan (västra delen) 1950–2015 | Befolkningsutvecklingen i Hennan/Hennan (västra delen) 1950–2015 |
| ---------------------------------------------------------------- | ---------------------------------------------------------------- | ---------------------------------------------------------------- | ---------------------------------------------------------------- | ---------------------------------------------------------------- |
|                                                                  |                                                                  |                                                                  |                                                                  |                                                                  |
| År                                                               |                                                                  |                                                                  | Folkmängd                                                        | Areal (ha)                                                       |
| 1950                                                             | 1950                                                             |                                                                  | 426                                                              |                                                                  |
| 1960                                                             | 1960                                                             |                                                                  | 307                                                              |                                                                  |
| 1965                                                             | 1965                                                             |                                                                  | 327                                                              |                                                                  |
| 1970                                                             | 1970                                                             |                                                                  | 277                                                              |                                                                  |
| 1975                                                             | 1975                                                             |                                                                  | 229                                                              |                                                                  |
| 1980                                                             | 1980                                                             |                                                                  | 213                                                              | 81                                                               |
| 1990                                                             | 1990                                                             |                                                                  | 209                                                              | 83                                                               |
| 1995                                                             | 1995                                                             |                                                                  | 132                                                              | 47#                                                              |
| 2000                                                             | 2000                                                             |                                                                  | 130                                                              | 43#                                                              |
| 2005                                                             | 2005                                                             |                                                                  | 134                                                              | 43#                                                              |
| 2010                                                             | 2010                                                             |                                                                  | 127                                                              | 42#                                                              |
| 2015                                                             | 2015                                                             |                                                                  | 126                                                              | 32#                                                              |
| Anm.: Upphörde som tätort 1995. # Som småort.                    |                                                                  |                                                                  |                                                                  |                                                                  |

## Näringsliv
En viktig arbetsgivare i Hennan är RFSU, som bedriver kondompackning i den gamla skolan. I byn finns även en camping.